# Parti libéral du Nouveau-Brunswick
Le Parti libéral du Nouveau-Brunswick, également connu sous le nom d'Association libérale du Nouveau-Brunswick, est un parti politique de la province du Nouveau-Brunswick, au Canada.  Le parti est un descendant du Parti de la confédération et du Parti anti-confédération qui ont dû se diviser dans des groupes de droite ou de gauche après la création du Canada en 1867.
Depuis les élections générales de 2024, le Parti libéral forme le gouvernement à l'Assemblée législative du Nouveau-Brunswick.

## Historique
Kevin Vickers a démissionné de son poste de chef de parti à la suite de la défaite électorale de 2020.
Roger Melanson est nommé chef intérimaire du parti en 2020.
Susan Holt est la première femme élue cheffe du parti en août 2022.

## Chefs du parti depuis 1930
- Wendell P. Jones 1930–1932
- Allison Dysart 1932–1940
- John Babbitt McNair 1940–1954
- Austin Claude Taylor 1954–1957
- Joseph E. Connolly 1957–1958 (intérim)
- Louis Robichaud 1958–1971
- Robert J. Higgins 1971–1978
- Joseph Daigle 1978–1981
- Doug Young 1981–1983
- Ray Frenette 1983–1985 (intérim)
- Shirley Dysart 1985 (intérim)
- Frank McKenna 1985–1997
- Ray Frenette 1997–1998 (intérim)
- Camille Thériault 1998–2001
- Bernard Richard 2001-2001 (intérim)
- Shawn Graham 2002–2010
- Victor Boudreau 2010–2012 (interim)[4]
- Brian Gallant 2012–2019
- Denis Landry 2019 (intérim)
- Kevin Vickers 2019-2020[1]
- Roger Melanson 2020-2022 (intérim)[2]
- Susan Holt 2022-[3]

## Résultats électoraux
| Élection | Chef              | Votes   | %     | Sièges  |
| -------- | ----------------- | ------- | ----- | ------- |
| 1982     | Doug Young        |         | 41,3  | 18 / 58 |
| 1987     | Frank McKenna     | 246 702 | 60,93 | 58 / 58 |
| 1991     | Frank McKenna     | 193 890 | 47,11 | 46 / 58 |
| 1995     | Frank McKenna     | 201 150 | 51,63 | 48 / 55 |
| 1999     | Camille Thériault | 146 934 | 37,3  | 10 / 55 |
| 2003     | Shawn Graham      | 170 028 | 44,4  | 26 / 55 |
| 2006     | Shawn Graham      | 176 410 | 47,1  | 29 / 55 |
| 2010     | Shawn Graham      | 128 113 | 34,42 | 13 / 55 |
| 2014     | Brian Gallant     | 158 848 | 42,73 | 27 / 49 |
| 2018     | Brian Gallant     | 143 791 | 37,80 | 21 / 49 |
| 2020     | Kevin Vickers     | 129 022 | 34,36 | 17 / 49 |
| 2024     | Susan Holt        | 176 751 | 48,6  | 31 / 49 |

## Députés de l'Assemblée législative du Nouveau-Brunswick[Quand?]
| Nom              | Circonscription                       |
| ---------------- | ------------------------------------- |
| Brian Gallant    | Baie-de-Shediac-Dieppe                |
| Hédard Albert    | Caraquet                              |
| Victor Boudreau  | Shediac-Beaubassin-Cap-Pelé           |
| Rick Doucet      | Fundy-Les-îles-Saint John-Ouest       |
| Bill Fraser      | Miramichi                             |
| Brian Kenny      | Bathurst-Ouest-Beresford              |
| Denis Landry     | Bathurst-Est-Nepisiguit-Saint-Isidore |
| Bernard LeBlanc  | Memramcook-Tantramar                  |
| Bertrand LeBlanc | Kent-Nord                             |
| Monique LeBlanc  | Moncton-Est                           |
| Rob McKee        | Moncton-Centre                        |
| Cathy Rogers     | Moncton-Sud                           |
| Francine Landry  | Madawaska-Les-lacs-Edmunston          |
| Lisa Harris      | Baie-de-Miramichi—Neguac              |
| Serge Rousselle  | Tracadie-Sheila                       |
| Benoît Bourque   | Kent-Sud                              |
| Daniel Guitard   | Restigouche-Chaleur                   |
| Gilles LePage    | Restigouche-Ouest                     |
| Ed Doherty       | Saint-Jean-Havre                      |
| Wilfred Roussel  | Shippagan-Lamèque-Miscou              |
| Stephen Horsman  | Fredericton-Nord                      |
| Andrew Harvey    | Carleton-Victoria                     |
| John Ames        | Charlotte-Campbello                   |
| Chuck Chiasson   | Victoria-La-Vallée                    |
| Roger Melanson   | Dieppe                                |